# 武田光史
武田 光史（たけだ こうじ）は、日本の建築家。日本工業大学教授、武田光史建築デザイン事務所主宰。

## 代表作品
- TRESNA – AYANA RESORT AND SPA BALI（2017）
- 中国電電ビルデイング（1959、日本建築学会賞作品賞）
- 七尾の住宅
- 黒木本店の工場、貯蔵庫
- 新中野の住宅（2004）
- H様邸（2005）
- M様（2005）
- 浜名湖花博 主催者庭園前休憩所群（2004）
- 青（ART GOODS GALLERY AO、1992）
- 尾鈴山蒸留所（1999）
- あんのん 中目黒
- ミュージアムパーク アルファビア（1996）
- ふれあいセンターいずみ（1997、日本建築学会賞）
- 富士見町の住宅（1996）
- 西荻の住宅（1994）
- 保土ヶ谷の住宅（1994）
- 目黒のマンション（1993）
- 小諸の住宅（1992）

| スタブアイコン | サブスタブ | この項目は、まだ閲覧者の調べものの参照としては役立たない、人物に関連した書きかけの項目です。この項目を加筆・訂正などしてくださる協力者を求めています（P:人物伝/PJ:人物伝）。 |